# Comuna de Grodzisko Dolne
Grodzisko Dolne (polaco: Gmina Grodzisko Dolne) é uma gminy (comuna) na Polónia, na voivodia de Subcarpácia e no condado de Leżajski. A sede do condado é a cidade de Grodzisko Dolne.
De acordo com os censos de 2004, a comuna tem 8177 habitantes, com uma densidade 104,3 hab/km².

## Área
Estende-se por uma área de 78,42 km², incluindo:
- área agricola: 70%
- área florestal: 23%

## Demografia
Dados de 30 de Junho 2004:
|                      | Total   | Total | Mulheres | Mulheres | Homens  | Homens |
| -------------------- | ------- | ----- | -------- | -------- | ------- | ------ |
|                      | pessoas | %     | pessoas  | %        | pessoas | %      |
| População            | 8177    | 100   | 4100     | 50,1     | 4077    | 49,9   |
| Densidade (pop./km²) | 104,3   | 100   | 52,3     | 52,3     | 52      | 52     |

De acordo com dados de 2002, o rendimento médio per capita ascendia a 1266,23 zł.

## Subdivisões
- Grodzisko Dolne, Grodzisko Górne, Grodzisko Nowe, Wólka Grodziska, Chodaczów, Laszczyny, Opaleniska, Podlesie, Zmysłówka, Grodzisko-Miasteczko.

## Comunas vizinhas
- Białobrzegi, Leżajsk, Tryńcza, Żołynia